# Cysteodemus armatus
Espèce
Cysteodemus armatus est une espèce de scarabées de la famille des Meloidae, originaire d'Amérique du Nord.